# 馬納納鎮區 (明尼蘇達州米克縣)
馬納納鎮區（英語：Manannah Township）是位於美國明尼蘇達州米克縣的一個行政鎮區。

## 地方資料
馬納納鎮區的面積為99.97平方千米，當中陸地面積為99.06平方千米，而水域面積為0.91平方千米。根據2020年美國人口普查的數據，當地共有人口577人，而人口密度為每平方千米5.77人。